# Asigurare

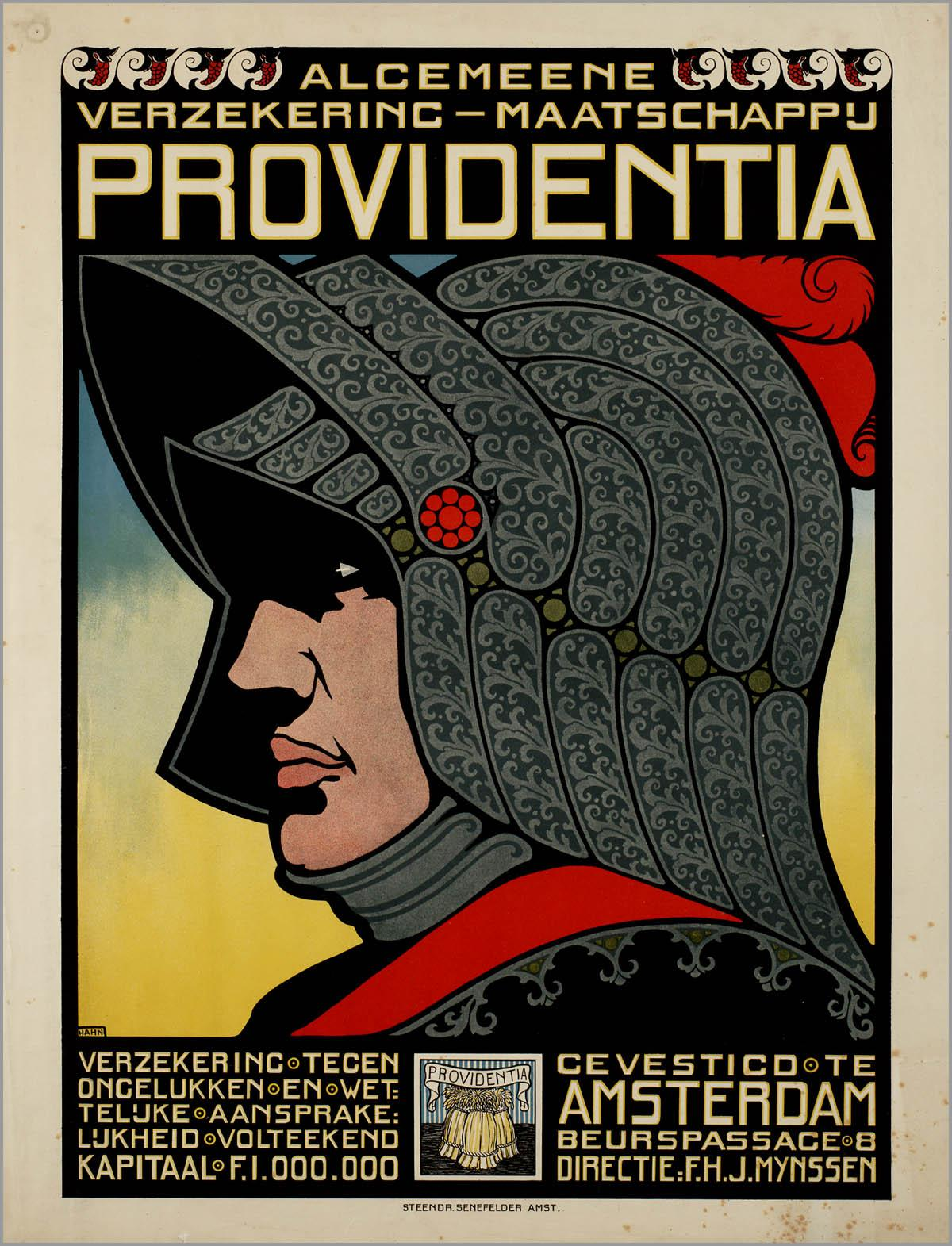
Un poster publicitar al unei societăți olandeze de asigurare de la c. 1900-1918 descrie un cavaler cu armură.

Asigurarea este un mijloc de protecție împotriva pierderilor financiare. Este o formă de gestionare a riscurilor, utilizată în principal pentru a se asigura împotriva riscului unei pierderi contingente sau incerte.
O entitate care oferă asigurare este cunoscută ca asigurător, societate de asigurare, transportator de asigurări sau subscriptor. O persoană sau entitate care cumpără asigurare este cunoscută ca asigurată sau ca titular de poliță de asigurare. Tranzacția de asigurare implică asigurarea presupunând o pierdere relativ redusă, garantată și cunoscută, sub forma plății către asigurător, în schimbul promisiunii asigurătorului de a compensa asiguratul în cazul unei pierderi acoperite. Pierderea poate fi sau nu financiară, dar trebuie să fie redusă la termeni financiari și de obicei implică ceva în care asiguratul are un interes asigurător stabilit prin proprietate, posesie sau relație preexistentă.
Asiguratul primește un contract, numit polița de asigurare, care detaliază condițiile și condițiile în care asigurătorul va compensa asiguratul. Suma de bani percepută de asigurător deținătorului poliței pentru acoperirea prevăzută în polița de asigurare se numește prima. În cazul în care asiguratul se confruntă cu o pierdere potențial acoperită de polița de asigurare, asiguratul prezintă o cerere către asigurător pentru a fi procesată de un reclamant. Asigurătorul își poate acoperi propriul risc prin scoaterea din reasigurare, prin care o altă societate de asigurare acceptă să suporte un anumit risc, în special dacă asigurătorul primar consideră că riscul este prea mare pentru ca acesta să poarte.

## Istoric

### Metode timpurii

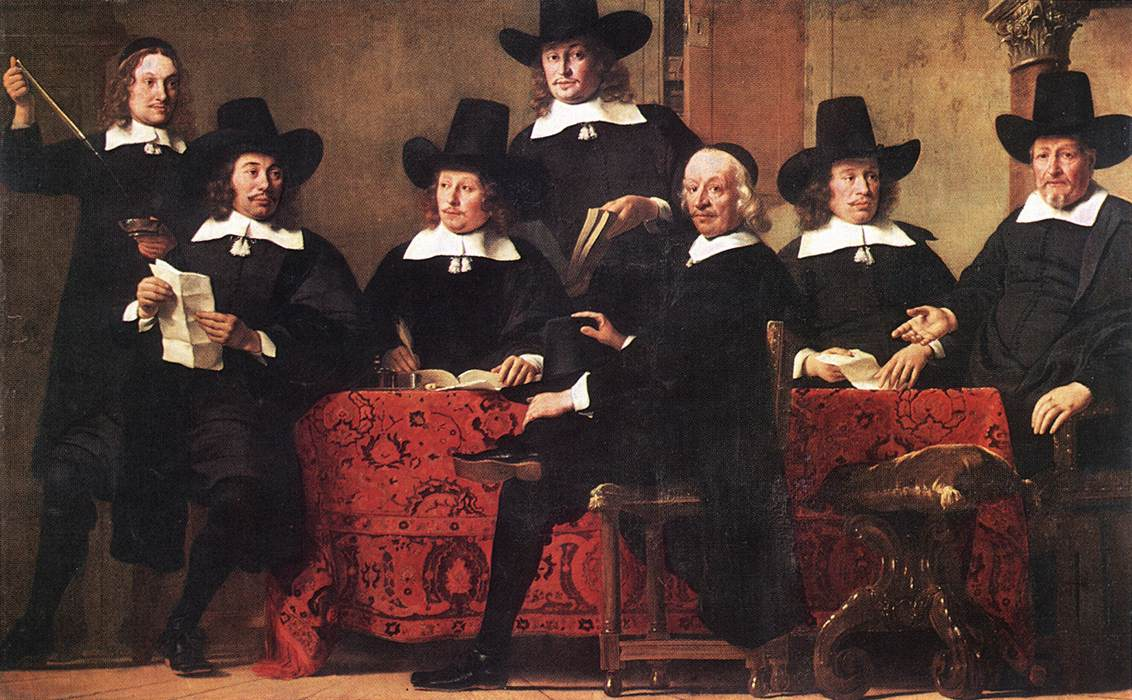
Comercianții au căutat metode pentru a minimiza riscurile de la începutul timpului. Imagine, Governors of the Wine Merchant's Guild de Ferdinand Bol, c. 1680.

Metodele de transfer sau de distribuire a riscurilor au fost practicate de către comercianții chinezi și babilonieni încă din al 3-lea și al 2-lea mileniu î.Hr. Comercianții chinezi care călătoresc pe malurile râurilor înșelătoare își vor redistribui mărfurile în mai multe vase pentru a limita pierderea datorată oricărei capcane a unei singure nave. Babilonienii au dezvoltat un sistem care a fost înregistrat în celebrul Cod al lui Hammurabi, c. 1750 î.Hr., practicat de negustorii de navigație mediteraneeni timpurii. Dacă un comerciant a primit un împrumut pentru a-și finanța expedierea, ar plăti creditorului o sumă suplimentară în schimbul garanției creditorului de a anula împrumutul în cazul în care transportul a fost furat sau pierdut pe mare.
Circa 800 î.Hr., locuitorii din Rodos au creat „media generală”. Acest lucru a permis grupurilor de comercianți să plătească pentru a se asigura că bunurile lor sunt expediate împreună. Primele colectate vor fi folosite pentru a rambursa orice comerciant a cărui bunuri au fost scoase din circulație în timpul transportului, fie datorită furtunii, fie scufundării.
Contractele de asigurare separate (adică, polițele de asigurare care nu sunt însoțite de împrumuturi sau de alte tipuri de contracte) au fost inventate în Genova în secolul al XIV-lea, precum și fondurile de asigurare susținute cu garanții de bunuri imobile. Primul contract de asigurare cunoscut datează din Genova în 1347, iar în secolul următor s-a dezvoltat o asigurare maritimă, iar primele erau variabile intuitiv cu riscuri. Aceste noi contracte de asigurare au permis ca asigurarea să fie separată de investiții, o separare a rolurilor care s-au dovedit mai întâi utile în asigurare maritimă.

## Funcțiile asigurărilor
1. Funcția de repartiție se manifestă în primul rând prin procesul de formare a fondului de asigurare pe seama primei suportate de persoanele fizice și juridice cuprinse în asigurare.
2. Funcția de control urmărește modul în care se încasează primele de asigurare și alte venituri ale organizației de asigurare, cum se efectuează plățile cu titlu de indemnizație de asigurare, cheltuielile de prevenire a riscurilor, etc.
Asigurarea se manifestă ca ramură prestatoare de servicii în momentul în care o societate comercială de asigurare, în schimbul primelor încasate de la persoanele fizice sau juridice, oferă acestora un serviciu și anume obligația de a prelua asupra sa efectele negative ale producerii unui anumit eveniment sau complex de evenimente.

## Elementele asigurărilor
1. Asigurătorul este persoana juridică, societate de asigurări, care în schimbul primei de asigurare de la asigurat îsi asumă răspunderea de a acoperi pagubele produse bunurilor sau serviciilor asigurate;
2. Asiguratul este persoana fizică sau juridică ce se asigură împotriva unor evenimente ce pot apărea în viața sa, care își asigură bunurile împotriva unor calamități naturale sau care se asigură pentru prejudiciul pe care îl poate produce unor terțe persoane;
3. Beneficiarul asigurării este persoana care are dreptul să încaseze despăgubirea sau suma asigurată, fără ca aceasta să fie parte la contractul de asigurare;
4. Contractantul asigurării este element specific asigurărilor facultative și reprezintă persoana fizică sau juridică care poate încheia o asigurare, fără însă ca aceasta să obțină calitatea de asigurat;
5. Contractul de asigurare este actul juridic prin care se reglementează raporturile juridice dintre părțile contractante. Este format dintr-un ansamblu de documente cuprinzând:
- cererea de asigurare;
- polița de asigurare;
- condițiile contractuale pentru asigurarea de bază și pentru clauzele suplimentare atașate.

6. Riscul asigurat este evenimentul care odată produs, datorită efectelor sale, obligă pe asigurător să plătească asiguratului sau beneficiarului asigurării, despăgubirea sau suma asigurată;
7. Evaluarea în vederea asigurării este element specific asigurărilor de bunuri;
8. Suma asigurată este parte din valoarea de asigurare pentru care asigurătorul își asumă răspunderea în cazul producerii evenimentului pentru care s-a încheiat asigurarea;
9. Norma de asigurare reprezintă suma asigurată, stabilită prin lege, pe unitatea de obiect asigurat, ea fiind întâlnită numai în cazul asigurărilor de bunuri obligatorii;
10. Prima de asigurare reprezintă suma de bani dinainte stabilită pe care asiguratul o plătește asigurătorului, pentru ca acesa să-și poată constitui fondul de asigurare necesar achitării despagubirilor;
11. Durata asigurării reprezintă perioada de timp în care rămân valabile raporturile de asigurare între asigurător și asigurat așa cum au fost ele stabilite prin contractul de asigurare;
12. Paguba (sau dauna) reprezintă pierderea valorică la un bun asigurat ca urmare a producerii fenomenului împotriva căruia s-a încheiat asigurarea;

## Condiții contractuale
O primă condiție este aceea că producerea evenimentului pentru care se încheie asigurarea, să fie posibilă, deoarece dacă un anumit bun nu este amenințat de niciun fel de risc, asigurarea acestuia nu devine necesară.
A doua condiție se referă la faptul că evenimentul trebuie să aibă caracter întâmplător.
A treia condiție are în vedere faptul că acțiunea evenimentului trebuie să fie înregistrată în evidența statistică.
Datele din evidența statistică referitoare la un anumit eveniment permit stabilirea pe o perioadă îndelungată a frecvenței și intensității producerii acestuia. Aceste date stau la baza încheierii asigurării, deoarece fără ele asigurătorul nu poate stabili probabilitatea producerii evenimentului asigurat.
A patra condiție presupune ca producerea evenimentului să nu depindă de voința asiguratului sau beneficiarului asigurării.
În cazul în care asiguratul sau beneficiarul asigurării a contribuit direct sau indirect la producerea riscului asigurat, pentru ca astfel să poată primi despăgubirea de asigurare sau suma asigurată, acesta va pierde toate drepturile conferite de asigurare și va suporta rigorile legii.

## Clasificarea asigurărilor
Asigurările de bunuri, persoane și răspundere civilă pot fi clasificate după mai multe criterii:
A. După domeniul la care se referă
- Asigurările de bunuri - au ca obiect diferite valori materiale aparținând unor persoane fizice sau juridice, care pot fi supuse acțiunii unor fenomene naturale sau accidentelor;
- Asigurările de persoane - au ca obiect persoana fizică în sine, ele încheindu-se pentru diminuare consecințelor negative cauzate de calamități naturale, accidente sau boli;
- Asigurările de răspundere civilă - asigurătorul îsi asumă obligația de a plăti despăgubirea pentru prejudiciul adus de asigurat unor terțe persoane.

B. După obiectul de activitate
- Asigurări de viață

a. Asigurări de viață clasice 
- asigurarea de supraviețuire, prin care suma asigurată urmează să fie platită la decesul unei persoane (asiguratul de viață), cu condiția ca decesul să se producă în decursul vieții unei alte persoane (a doua viață);
- asigurarea de deces, în care evenimentul asigurat este decesul asiguratului produs pe durata de valabilitate a contractului de asigurare;
- asigurarea mixtă de viață, în care evenimentele asigurate sunt supraviețuirea și decesul asiguratului, iar suma asigurată se plătește asiguratului sau unei alte persoane nominalizate de acesta.
b. Anuități
- anuitatea (asigurare de tip rentă) presupune plata periodică pe timpul vieții anuitantului în schimbul unei sume plătite o singură dată sau în forma unei serii de prime.
c. Asigurări de viață suplimentare
- sunt asigurări atașate suplimentar la o poliță și care măresc prin suma asigurată suplimentar protecția standard oferită prin asigurarea de baza. Acordarea uneia sau mai multor despăgubiri pentru asigurările suplimentare nu influențează valoarea asigurării de bază.
Acestea cuprind:
- asigurări de vătămări corporale din accidente;
- asigurări de incapacitate de muncă cauzată de un accident, care sunt asigurări prin care asiguratorul preia riscul financiar aferent pierderii capacității de muncă a asiguratului ca urmare a unui accident survenit pe durata contractului;
- asigurări de deces rezultat dintr-un accident; acest tip de asigurare suplimentează protecția oferită de asigurarea de bază pentru deces și în plus față de returnarea primelor pentru asigurarea de bază, oferă beneficiarului o sumă stabilită de asigurat în cazul producerii decesului.
d. Asigurări de căsătorii și de naștere - dota pentru căsătorie 
- se încasează cu ocazia căsătoriei sau la expirarea poliței, dacă beneficiarul nu s-a căsătorit până la acea dată. În cazul asigurărilor de naștere, suma asigurată se plătește la apariția unui copil și e menită să asigure acoperirea nevoilor viitoare ale copilului.
e. Asigurări unit-linked
- asigurări de viață legate de investiții, pentru care expunerea la riscul de investiții este transferată asiguratului (unit-linked); acest tip de produse financiare combină caracteristicile asigurărilor de viață cu cele ale unor produse de investiție, respectiv protecția oferită de o poliță de asigurare de viață cu beneficiile unor investiții administrate în scopul exclusiv al asigurării.
f. Asigurări permanente de sănătate
- administrate la fel ca asigurările de viață, sunt asigurări pe termen lung, similare celor de viață. Principalul beneficiu este un venit pentru asigurat în perioada când nu este apt de muncă. Asiguratorul rămâne expus permanent la risc, indiferent de schimbările intervenite în starea de sănătate a asiguratului.
g. Asigurări de capitalizare
- oferă beneficiarului, la maturitatea contractului, suma asigurată garantată la care se adaugă beneficiul investițional. Acestea cuprind:
1.- asigurări de viață cu primă unică, care presupun că plata primei să se facă o data, de obicei la începutul contractului;
2.- asigurări de viață cu primă eșalonată, care presupun că plata primelor să se faca, în funcție de condițiile prevăzute în contract, lunar, trimestrial, semestrial sau anual.
- Asigurări de persoane;
- Asigurări de autovehicule;
- Asigurări maritime și de transport;
- Asigurări de aviație;
- Asigurări de incendiu și alte pagube de bunuri;
- Asigurări de răspundere civilă;
- Asigurare de proprietate;
- Asigurare de sanatate exemplu o asigurare de [sănătate în europa;
- Asigurare de călătorie

a. Asigurări de răspundere civilă pentru autovehicule, care se referă atât la asigurarea obligatorie de răspundere civilă, internă, pentru pagube produse terților prin accidente de autovehicule, cât și la asigurarea de răspundere civilă auto, externă, Carte Verde, care acoperă orice răspundere rezultată din producerea unor prejudicii produse unor terțe persoane din utilizarea autovehiculelor, inclusiv răspunderea transportatorului. Acestea sunt obligatorii și facultative.
b. Asigurări de răspundere civilă pentru mijloace de transport aerian, prin care se acoperă orice răspundere rezultată prin producerea unor prejudicii produse unor terțe persoane prin utilizarea mijloacelor de transport aerian, inclusiv răspunderea transportatorului.
c. Asigurări de răspundere civilă pentru mijloace de transport naval, destinate acoperirii oricărei răspunderi rezultate prin producerea unor prejudicii produse unor terțe persoane prin utilizarea mijloacelor de transport maritim, fluvial, lacustru sau pe canale navigabile, inclusiv răspunderea transportatorului.
d. Asigurări de răspundere civilă generală, care acoperă orice răspundere rezultată prin producerea unor prejudicii produse unor terțe persoane, altele decât cele acoperite de asigurările de răspundere civilă pentru autovehicule, asigurările de răspundere civilă pentru mijloace de transport aerian și asigurări de răspundere civilă pentru mijloace de transport naval. În această categorie întâlnim asigurarea de răspundere civilă profesională; răspunderea societăților specializate, răspunderea civilă legală.
- Asigurări de credite și garanții;
- Asigurări de pierderi financiare din riscuri asigurate și asigurări agricole.

Sunt două mari categorii de asigurări: asigurări de viată și asigurări generale. Ele pot fi încheiate în numele companiilor și în numele persoanelor fizice. Firmele pot încheia asigurări pentru bunuri din patrimoniu propriu, bunuri închiriate, bunuri luate în folosintă, alte asemenea, și pentru angajați. 
C. După forma juridică de realizare
1. Asigurările obligatorii - rezultă din interesul economic și social al întregii comunități pentru apărarea avuției naționale, menținerea continuității procesului de producție și protejarea victimelor unor accidente
Asigurarea obligatorie se poate introduce atunci când bunurile unui important număr de persoane fizice și juridice sunt amenințate de anumite riscuri astfel încât fiecare deținător al bunului respectiv ar putea avea de suportat pagube la producerea riscurilor respective.
În România există două tipuri de asigurări obligatorii și acestea sunt : asigurarea obligatorie pentru deținătorii de autovehicule pentru cazurile de răspundere civilă conform legii 136/1995 și asigurarea obligatorie a locuințelor împotriva cutremurelor, alunecărilor de teren și inundațiilor conform legii 260/2008.
Asigurarea obligatorie este fără termen, acționând tot timpul cât exista bunul asigurat. În cazul asigurării obligatorii, răspunderea asigurătorului ia naștere în mod automat din momentul în care asiguratul intră în posesia bunului respectiv.
2. Asigurările facultative iau naștere pe baza contractului de asigurare încheiat între asigurător și asigurat.
Asigurările facultative se încheie fie pentru bunuri, persoane, răspundere civilă ori riscuri necuprinse în asigurările obligatorii, fie în vederea completării acestor asigurări pentru o despăgubire mai mare. 
Asigurarea facultativă este valabilă numai pentru o anumită perioada de timp, riguros stabilită în contractul de asigurare. În situația în care apar unele pagube înainte de plata primei de asigurare sau după trecerea teremenului prevăzut pentru achitarea ei, asigurătorul nu acordă despăgubirea respectivă.
D. După riscul cuprins în asigurare
1. Asigurări împotriva incendiului, trăsnetului, exploziei, mișcărilor seismice, etc. Bunurile care se asigură contra acestor fenomene sunt clădirile, construcțiile, utilajele și instalațiile, mijloacele de transport, inventarul gospodăresc etc.;
2. Asigurări contra grindinei, furtunii, uraganului, ploilor torențiale, inundaților, alunecărilor de teren, etc. Împotriva acestor riscuri se asigură, de regulă, culturile și rodul viilor;
3. Asigurările pentru boli epizootii, accidente care se practică în cazul animalelor;
4. Asigurări contra avariilor și altor riscuri specifice la care sunt supuse mijloacele de transport și încarcăturile aflate în acestea;
5. Asigurări împotriva unor evenimente ce apar în viața oamenilor (deces, boli, accidente) - în cazul asigurărilor de viață;
6. Asigurări pentru cazurile de răspundere civilă, care se referă la prejudicii cauzate terțelor persoane prin accidente sau prin exercitarea unei anumite activități;
E. După sfera de cuprindere în profil teritorial
1. Asigurările interne au caracteristic faptul că părțile contractante domiciliază (au sediul) în aceeași țară, bunurile, persoanele și răspunderea civilă care fac obiectul lor se află pe teritoriul aceleiași țări iar riscurile asigurate se pot produce pe același teritoriu;
2. Asigurările externe au caracteristic faptul că apar în legătură cu persoane sau bunuri care ies în afara limitelor teritoriale ale țării în care se încheie contractul de asigurare ori una din părțile contractante sau beneficiarul asigurării se afla pe teritoriul altei țări.

Piața de asigurări din Romania este supravegheată de ASF. 